# Bezirk Dombrowa
Bezirk Dombrowa – dawny powiat (Bezirk) kraju koronnego Królestwo Galicji i Lodomerii, funkcjonujący w latach 1854–1867. Siedzibą starostwa było miasteczko Dombrowa (Dąbrowa Tarnowska).

## Historia
Bezirk Dombrowa utworzono w ramach reformy uwłaszczeniowej z okresu Wiosny Ludów (1848–1849), która likwidowała jurysdykcję właściciela ziemskiego nad poddanymi. W Galicji, dominium – jako podstawowa jednostka administracyjna i filar systemu feudalnego straciło rację bytu. Konieczne stało się zatem wprowadzenie nowego systemu administracyjnego, którego zręby powstały w latach 1851–1855. Nowy trójstopniowy podział administracyjny objął 21 cyrkułów (niem. Kreise), 179 małych powiatów (niem. Bezirke) i ponad 6000 gmin (niem. Gemeinde). 
Bezirk Dombrowa objął obszar o wielkości 6,6 mil², zamieszkany przez 25.423 ludzi i podzielony na 43 gminy katastralne, w tym dwa miasteczka  (Dombrowa i Szczucin). Wszedł w skład cyrkułu tarnowskiego, jako jeden z jego dziesięciu powiatów. Na północy powiat graniczył z Imperium Rosyjskim.
Po nadaniu Galicji autonomii oraz powołaniu samorządu gminnego i powiatowego w 1865 zlikwidowano cyrkuły (Kreise). Dotychczasowe małe powiaty (Bezirke) w liczbie 179, utrzymały się do 1867 roku, kiedy to w następstwie kolejnej reformy administracyjnej (23 stycznia 1867) zostały zastąpione przez 74 większych powiatów. Obszar zniesionego Bezirk Dombrowa wszedł wtedy w skład nowych powiatów dąbrowskiego, tarnowskiego i mieleckiego (vide podział w tabeli poniżej). 19 czerwca 1867 zmieniono granice tych powiatów.

## Podział administracyjny (1854)
| Lp. | Gmina jednostkowa            | Powierzchnia | Ludność | Powiat w 1867 po zniesieniu |
| --- | ---------------------------- | ------------ | ------- | --------------------------- |
| 1   | Dombrowa (m) z Podkościelem  | 580          | 1896    | dąbrowski                   |
| 2   | Breń z Podborzem i Swarzowem | 2775         | 729     | dąbrowski                   |
| 3   | Dąbrówki                     | 1400         | 657     | dąbrowski                   |
| 4   | Smęgorzów                    | 2715         | 1004    | dąbrowski                   |
| 5   | Brnik                        | 1355         | 625     | tarnowski                   |
| 6   | Delastowice                  | 1235         | 88      | dąbrowski                   |
| 7   | Laskówka                     | 1235         | 254     | dąbrowski                   |
| 8   | Odmęt                        | 540          | 221     | dąbrowski                   |
| 9   | Skrzynka                     | 2190         | 390     | dąbrowski                   |
| 10  | Wójcina                      | 575          | 158     | dąbrowski                   |
| 11  | Bagienica                    | 2885         | 602     | dąbrowski                   |
| 12  | Kozubów i Oleśnica           | 960          | 290     | dąbrowski                   |
| 13  | Nieczajna (Górna i Dolna)    | 3000         | 1068    | dąbrowski                   |
| 14  | Ruda i Zazamcze              | 1020         | 428     | dąbrowski                   |
| 15  | Żdżary i Kaczówka            | 1065         | 383     | dąbrowski                   |
| 16  | Grądy                        | 1110         | 265     | dąbrowski                   |
| 17  | Grądzka Wólka i Bór          | 800          | 382     | dąbrowski                   |
| 18  | Gruszów                      | 3190         | 1151    | dąbrowski                   |
| 19  | Lubasz                       | 2055         | 413     | dąbrowski                   |
| 20  | Brzezówka                    | 1130         | 398     | dąbrowski                   |
| 21  | Łęka Żabiecka                | 160          | 91      | dąbrowski                   |
| 22  | Lipiny                       | 1195         | 485     | dąbrowski                   |
| 23  | Luszowice                    | 3245         | 1307    | dąbrowski                   |
| 24  | Smyków Wielki                | 1260         | 720     | dąbrowski                   |
| 25  | Kupienin                     | 920          | 542     | dąbrowski                   |
| 26  | Małec                        | 970          | 496     | mielecki                    |
| 27  | Mędrzechów                   | 2560         | 1058    | dąbrowski                   |
| 28  | Mędrzechowska Wólka          | 830          | 397     | dąbrowski                   |
| 29  | Smyków Mały                  | 1540         | 497     | dąbrowski                   |
| 30  | Radwan                       | 1500         | 478     | dąbrowski                   |
| 31  | Radgoszcz                    | 7500         | 3447    | dąbrowski                   |
| 32  | Borki i Czołnów              | 1340         | 431     | dąbrowski                   |
| 33  | Łęka                         | 375          | 228     | dąbrowski                   |
| 34  | Maniów                       | 945          | 445     | dąbrowski                   |
| 35  | Świdrówka                    | 505          | 147     | dąbrowski                   |
| 36  | Szczucin (m)                 | 780          | 620     | dąbrowski                   |
| 37  | Zabrnie                      | 1465         | 312     | dąbrowski                   |
| 38  | Załuże                       | 640          | 80      | dąbrowski                   |
| 39  | Szarwark                     | 2290         | 1052    | dąbrowski                   |
| 40  | Dąbrowica                    | 1705         | 348     | dąbrowski                   |
| 41  | Suchy Grunt                  | 1095         | 253     | dąbrowski                   |
| 42  | Wola Szczucińska             | 985          | 193     | dąbrowski                   |
| 43  | Żelazówka                    | 970          | 384     | tarnowski                   |

Objaśnienie:
(M) = miasto; (m) = miasteczko